# Ledovkovití
Ledovkovití (Nototheniidae) je čeleď ryb z podřádu Notothenioidei a řádu ostnoploutví (Perciformes). Většina těchto ryb se vyskytuje v Jižním oceánu.

## Nomenklatura

### Seznam rodů
Eschmeyerův katalog ryb k roku 2021 rozeznával v rámci této čeledi 59 druhů ve 3 podčeledích a 15 rodech.
- Pleuragrammatinae Andersen & Hureau 1979
  - Aethotaxis H. H. DeWitt, 1962
  - Dissostichus Smitt, 1898
  - Gvozdarus Balushkin, 1989
  - Pleuragramma Balushkin, 1982
- Nototheniinae Günther 1861
  - Gobionotothen Balushkin, 1976
  - Lepidonotothen Balushkin, 1976
  - Indonotothenia Balushkin, 1984
  - Lindbergichthys Balushkin, 1979
  - Notothenia Richardson, 1844
  - Nototheniops Balushkin, 1976
  - Paranotothenia Balushkin, 1976
  - Patagonotothen Balushkin, 1976
- Trematominae Balushkin,1982
  - Cryothenia Daniels, 1981
  - Pagothenia Nichols & La Monte, 1936
  - Trematomus Boulenger, 1902

## Výskyt
Ledovky se vyskytují pouze na jižní polokouli. Obývají subpolární a polární oblasti, zejména pak studené vody kolem Antarktidy, kde se jedná o dominující mořské ryby. Vyskytují se hlavně v mořské vodě, v brakických či dokonce sladkých vodách se vyskytují výjimečně. Většina druhů je bentická (vyskytující se při dně), jiné pelagické zóně (blíže k povrchu).

## Charakteristika čeledi
Zástupci čeledi mají podlouhlá šupinatá těla s velkou hlavou. První hřbetní ploutev bývá jen velice krátká, druhá hřbetní ploutev je delší s 3–11 trny. Řitní ploutev je velká. Počet obratlů se pohybuje od 45 do 59.
Ledovky nemají měchýř, takže se u nich vyvinuly jiné tělesné adaptace, které jim pomáhají v dosažení potřebného vztlaku. K těmto adaptacím patří hlavně nízký obsah minerálů v kostech a vysoký obsah tuků v těle. Ledovky jsou adaptovány na tuhé mrazy antarktických vod – v jejich krvi se nachází proteiny, které fungují jako jakási přirozená „nemrznoucí směs“, a u ledovek poněkud paradoxně nedochází k tvorbě hemoproteinů a u některých druhů ani červených krvinek.

## Význam
Ledovky představují důležitý zdroj potravy pro některé mořské savce (ploutvonožce, kytovce) i lidi. Komerční rybolov probíhá zejména u dvou velkých druhů, a sice ledovek patagonských, které mohou dosahovat délek až 2,3 m, a ledovek Mawsonových.